# Tipula (Schummelia) scylla
Tipula (Schummelia) scylla is een tweevleugelige uit de familie langpootmuggen (Tipulidae). De soort komt voor in het Afrotropisch gebied.